# Cavalcata sarda
La Cavalcata sarda è un'antica manifestazione culturale e folkloristica che si svolge a Sassari, solitamente la penultima domenica di maggio, che consiste nella sfilata a piedi, a cavallo o sulle traccas (i caratteristici carri addobbati con fiori e oggetti della quotidianità), di gruppi provenienti da ogni parte della Sardegna. I partecipanti indossano il costume caratteristico del luogo di provenienza, spesso arricchito da elaborati ricami e gioielli in filigrana.
La manifestazione prosegue in pomeriggio nell'ippodromo cittadino dove cavalli e cavalieri si esibiscono in ardite pariglie e figure acrobatiche, per terminare in serata nella Piazza d'Italia con i canti e i balli tradizionali sardi, sulle note di launeddas e fisarmoniche, che si protraggono per buona parte della notte.

## Storia
Secondo lo scrittore Enrico Costa la prima edizione della Cavalcata risale al 1711, quando il Consiglio comunale di Sassari, sul finire della dominazione spagnola, deliberò di "far cavalcata" in omaggio al re Filippo V di Spagna. Alla manifestazione partecipò tutta la nobiltà sassarese, orgogliosa di mettere in mostra i propri costumi. 
La manifestazione che possiamo ammirare oggi nasce invece il 20 aprile 1899, quando venne organizzata una sfilata di costumi sardi in onore di Umberto I di Savoia e della regina Margherita, giunti in città per l'inaugurazione del monumento a Vittorio Emanuele II che Giuseppe Sartorio aveva innalzato in Piazza d'Italia. Di fatto fu un tributo al Re d'Italia da parte di tutto il popolo sardo, cosa non condivisa da tutti, essendo Sassari una delle prime roccaforti anti-monarchiche d'Italia. Tale manifestazione sarà poi ripetuta svariate volte in occasione delle visite dei reali a Sassari, come nel 1921, quando il monarca Vittorio Emanuele III visitò Sassari, nel 1929, quando in città giunsero il re e la regina Elena, e nel 1939, in occasione della visita del principe ereditario Umberto II di Savoia e della consorte Maria Josè.
Nel 1951, a guerra ormai conclusa, Oreste Pieroni, sindaco di Sassari, fece rinascere la manifestazione, che da allora è diventato un appuntamento annuale della città.
All'occasione, alla sfilata, si aggiungono numerosi venditori di prodotti tipici e si svolge uno spettacolo di pariglie che si tiene nell'ippodromo comunale. Nel 1982 se ne organizzarono addirittura due, una delle quali in onore di Sandro Pertini, l'allora Presidente della Repubblica italiana. 
Negli anni 2020 e 2021, a causa della pandemia di COVID-19, la manifestazione non si è svolta. La Cavalcata si è invece potuta svolgere nel 2022, ma per motivi organizzativi, invece della normale collocazione alla penultima domenica di maggio, è stata spostata alla prima domenica di settembre.
La Cavalcata è una delle tre principali feste della Sardegna in cui si riuniscono i gruppi folkloristici di tutta l'isola con la differenza, rispetto alle altre due - la Sagra del Redentore a Nuoro e la Festa di sant'Efisio a Cagliari, è l'unica ad avere un carattere laico.